# ویلیام کوودو
ویلیام کوودو (انگلیسی: William Quevedo؛ زادهٔ ۸ مهٔ ۱۹۷۱) بازیکن فوتبال اهل فرانسه است.
از باشگاه‌هایی که در آن بازی کرده‌است می‌توان به باشگاه فوتبال موریرنز، باشگاه فوتبال بوآویشتا، و باشگاه فوتبال سوشو اشاره کرد.